# Miquel Madorell i Rius
Miquel Madorell i Rius (l'Hospitalet de Llobregat, 1869 - Barcelona, 2 de febrer de 1936) fou un arquitecte, titulat el 19 de setembre de 1891. Va ser president de l'Associació d'Arquitectes (1922-1925), i membre de l'Acadèmia de Ciències i Arts de Barcelona el 1926.
Es va casar amb Jaquelina Mir i Ràfols, nascuda a Sant Sadurní d'Anoia (1875-1968).

## Obres
A Barcelona:
- Teatre Tívoli[4] (carrer Casp amb Ausiàs March)
- Banc Hispanoamericà del carrer de Fontanella (1912), amb el qual va obtenir una menció honorífica al concurs anual d'edificis artístics de 1912.[5]
- Casa Tomás Vendrell (1900), carrer de Sants, 149[6]
- Fábrica Bayer (1916), carrer Viladomat, 275[7]
- Xalet d'Araceli Fabra del carrer de Muntaner (1916), amb el qual va guanyar el concurs anual d'edificis artístics.
- Casa Santurce Pau Ubarri[8] (carrer València 293)
- Casa Maria Mollevà[9] (1899; carrer de Sants 135)
- Casa Edmon Bebié (1923, reforma)
- L'antic Xalet dels Vidal Cuadras actualment escola de parvulari del Dolors Monserdà-Santapau (Passeig Santa Eulàlia).

A Sant Sadurní d'Anoia, com a arquitecte municipal:
- Escoles de la Plaça Nova (1904)
- La casa de Ca la Maria Sàbat al Raval (1904)
- Monument a Marc Mir i Capella a la Plaça de l'Ajuntament (1905).

A Tiana va projectar Can Xipell (1916).
A Palma (Mallorca), amb un estil eclèctic proper a Domènech i Estapà, va fer el Cercle Mallorquí junt Pasqual Sanz i Lluís Callú, obra per la que fou premiat el 1899. Des del 1913 va dirigir la institució.
Té també obres a Arenys de Munt.